# Paracis orientalis
Paracis orientalis is een zachte koraalsoort uit de familie Plexauridae. De koraalsoort komt uit het geslacht Paracis. Paracis orientalis werd in 1882 voor het eerst wetenschappelijk beschreven door Ridley. 